# Giovanni d'Artois
Giovanni d'Artois, detto Senza Terra (29 agosto 1321 – 6 aprile 1387), figlio di Roberto III d'Artois e di Giovanna di Valois, fu Conte d'Eu dal 1351 fino alla sua morte.

## Biografia
A causa del tradimento di suo padre, Giovanni fu privato della sua eredità e imprigionato a Château-Gaillard con i fratelli e la madre, per ordine del re Filippo VI.
Fu poi liberato dal successore Giovanni II, che nel 1351 lo risarcì con la Contea d'Eu. Il feudo era stato acquisito dal re grazie alla condanna a morte del connestabile Raoul II di Brienne..
In tal modo, gli Artois passarono al partito reale, che si opponeva a quello di Carlo il Malvagio.
Il suo gisant, che lo raffigura in cotta di maglia e con uno scudo seminato di gigli, affiancato da quello di sua moglie, in abiti vedovili, si trova nella cripta della Collegiata di Notre-Dame-et-Saint-Laurent ad Eu.

## Matrimonio e figli
Giovanni d'Artois sposò Isabella di Melun, vedova di Pietro I di Dreux e figlia di Giovanni I, visconte di Melin, e di Isabella d'Antoing. Giovanni e Isabella ebbero sette figli:
- Giovanna (1353 - 1420), che sposò Simone di Thouars, conte di Dreux.[5]
- Giovanni (1355 - 1363)
- Roberto IV (1356-1387), Conte d'Eu.
- Filippo (1358 - 1397), Conte d'Eu.
- Carlo (1359 - 1368)
- Isabella (1361 - 1379)

Giovanni ebbe anche un figlio illegittimo, chiamato Guglielmo, bastardo d'Eu.

## Ascendenza
|                         |                        |                         | Genitori                       |  |  | Nonni |  |  | Bisnonni            |  |  | Trisnonni          |  |
|                         |                        |                         |                                |  |  |       |  |  | Roberto II d'Artois |  |  | Roberto I d'Artois |  |
|                         |                        |                         |                                |  |  |       |  |  | Roberto II d'Artois |  |  | Roberto I d'Artois |  |
|                         |                        | Matilde di Brabante     |                                |  |  |       |  |  | Roberto II d'Artois |  |  |                    |  |
| Filippo d'Artois        |                        |                         |                                |  |  |       |  |  | Roberto II d'Artois |  |  |                    |  |
|                         |                        | Amicie de Courtenay     | Pierre de Courtenay            |  |  |       |  |  |                     |  |  |                    |  |
|                         |                        | Amicie de Courtenay     | Pierre de Courtenay            |  |  |       |  |  |                     |  |  |                    |  |
|                         |                        | Amicie de Courtenay     | Peronelle de Joigny            |  |  |       |  |  |                     |  |  |                    |  |
| Roberto III d'Artois    |                        | Amicie de Courtenay     |                                |  |  |       |  |  |                     |  |  |                    |  |
|                         |                        | Giovanni II di Bretagna | Giovanni I di Bretagna         |  |  |       |  |  |                     |  |  |                    |  |
|                         |                        | Giovanni II di Bretagna | Giovanni I di Bretagna         |  |  |       |  |  |                     |  |  |                    |  |
|                         |                        | Giovanni II di Bretagna | Bianca di Navarra              |  |  |       |  |  |                     |  |  |                    |  |
| Bianca di Bretagna      |                        | Giovanni II di Bretagna |                                |  |  |       |  |  |                     |  |  |                    |  |
|                         |                        | Beatrice d'Inghilterra  | Enrico III d'Inghilterra       |  |  |       |  |  |                     |  |  |                    |  |
|                         |                        | Beatrice d'Inghilterra  | Enrico III d'Inghilterra       |  |  |       |  |  |                     |  |  |                    |  |
|                         |                        | Beatrice d'Inghilterra  | Eleonora di Provenza           |  |  |       |  |  |                     |  |  |                    |  |
| Giovanni d'Artois       |                        | Beatrice d'Inghilterra  |                                |  |  |       |  |  |                     |  |  |                    |  |
|                         | Filippo III di Francia | Luigi IX di Francia     |                                |  |  |       |  |  |                     |  |  |                    |  |
|                         | Filippo III di Francia | Luigi IX di Francia     |                                |  |  |       |  |  |                     |  |  |                    |  |
|                         | Filippo III di Francia | Margherita di Provenza  |                                |  |  |       |  |  |                     |  |  |                    |  |
| Carlo di Valois         | Filippo III di Francia |                         |                                |  |  |       |  |  |                     |  |  |                    |  |
|                         |                        | Isabella d'Aragona      | Giacomo I d'Aragona            |  |  |       |  |  |                     |  |  |                    |  |
|                         |                        | Isabella d'Aragona      | Giacomo I d'Aragona            |  |  |       |  |  |                     |  |  |                    |  |
|                         |                        | Isabella d'Aragona      | Iolanda d'Ungheria             |  |  |       |  |  |                     |  |  |                    |  |
| Giovanna di Valois      |                        | Isabella d'Aragona      |                                |  |  |       |  |  |                     |  |  |                    |  |
|                         |                        | Filippo di Courtenay    | Baldovino II di Costantinopoli |  |  |       |  |  |                     |  |  |                    |  |
|                         |                        | Filippo di Courtenay    | Baldovino II di Costantinopoli |  |  |       |  |  |                     |  |  |                    |  |
|                         |                        | Filippo di Courtenay    | Maria di Brienne               |  |  |       |  |  |                     |  |  |                    |  |
| Caterina I di Courtenay |                        | Filippo di Courtenay    |                                |  |  |       |  |  |                     |  |  |                    |  |
|                         |                        | Beatrice d'Angiò        | Carlo I d'Angiò                |  |  |       |  |  |                     |  |  |                    |  |
|                         |                        | Beatrice d'Angiò        | Carlo I d'Angiò                |  |  |       |  |  |                     |  |  |                    |  |
|                         |                        | Beatrice d'Angiò        | Beatrice di Provenza           |  |  |       |  |  |                     |  |  |                    |  |
|                         |                        | Beatrice d'Angiò        |                                |  |  |       |  |  |                     |  |  |                    |  |